# چوغان تپه غربی
چوغان تپه غربی در شهرستان قروه، بخش چهاردولی، روستای دوسر واقع شده و این اثر در تاریخ ۲۳ شهریور ۱۳۸۲ با شمارهٔ ثبت ۱۰۱۰۲ به‌عنوان یکی از آثار ملی ایران به ثبت رسیده است.